# سمولوپارین سدیم
سملوپارین (INN، USAN) یک آنتی ترومبوتیک آزمایشی است که توسط شرکت سانوفی آونتیس توسعه یافته‌است و متعلق به گروه هپارین‌های با وزن مولکولی پایین (LMWH) است. این آزمایشات بالینی فاز سوم را برای پیشگیری از ترومبوآمبولی پس از انواع جراحی مانند تعویض مفصل ران، و همچنین برای بیماران تحت شیمی درمانی تکمیل کرده‌است.